# Antoniaño
Antoniaño, jedna od tri regionalne skupine Salinan Indijanaca sa sjevera Salinan-teritorija, Kalifornija. Prema J. Alden Masonu govorili su jednim od dva salinan-dijalekta nazvanim antoniano. Informanti su mu bili David Mora, čistokrvni Antoniaño, za antoniano dijalekt i Maria Ocarpia za Migueleño.
Ova grupa dobila je ime po misiji San Antonio u okrugu Monterey.

## Sela
Sela su se nalazila duž rijeke San Antonio. Swanton navodi sljedeća: Chahomesh, Chohwahl, Chukilin, Holamna Jolon, Nasihl Pleyto, Sapewis, Skotitoki, Tesospek i Tetachoya Ojitos.